# Daniel Grégorich
Daniel Grégorich Hechavarria (7 maggio 1996) è un lottatore cubano. Vincitore di una medaglia di bronzo ai Giochi panamericani di Lima 2019 nella categoria -87 chilogrammi.

## Palmarès
- Giochi panamericani

Lima 2019: bronzo negli -87 kg.
- Campionati panamericani

Lauro de Freitas 2017: argento negli -87 kg.
Lima 2018: oro negli -87 kg.
- Giochi centramericani e caraibici

Barranquilla 2018: bronzo negli -87 kg.
- Campionati centramericani e caraibici

L'Avana 2018: oro negli -87 kg.
- Mondiali U23

Bucharest 2018: argento negli -87 kg.
Budapest 2019: bronzo negli -87 kg.